# Itaguaru
Itaguaru là một đô thị thuộc bang Goiás, Brasil. Đô thị này có diện tích 239,936 km², dân số năm 2007 là 5139 người, mật độ 21,4 người/km².